# Jackson Showalter
Jackson Whipps Showalter (ur. 4 lutego 1860 w Minerva, zm. 6 lutego 1935 w Lexington) – amerykański szachista, pięciokrotny indywidualny mistrz Stanów Zjednoczonych w latach, gdy o tytule decydowały mecze. Z zawodu był nauczycielem, nosił przydomek Lwa z Kentucky, co znajdowało uzasadnienie w waleczności podczas gry jak i noszonej bujnej fryzurze.

## Kariera szachowa
Wyniki w meczach:
- 1890 (zwycięstwo nad Salomonem Lipschützem)
- 1892 (ponowne zwycięstwo nad Salomonem Lipschützem)
- 1892–1894 (zwycięstwo nad Maxem Judd)
- 1895-1898 (zwycięstwo nad Emilem Kemény(inne języki))
- 1906-1909 (zwycięstwo nad Johnem Finanen Barry)

Brał ponadto udział w czterech innych meczach o mistrzostwo Stanów Zjednoczonych, które przegrał. W turnieju Cambridge Springs 1904 zajął V miejsce. Ponadto odniósł szereg cennych zwycięstw w pojedynczych partiach m.in. nad Steinitzem, Pillsburym, Marshallem oraz Czigorinem.
Według retrospektywnego rankingu Chessmetrics w 1901 zajmował 9. miejsce na świecie.